# Алябушев Пилип Федорович
Аля́бушев Пили́п Фе́дорович (13 листопада 1893, село Шоя, Вятська губернія, Російська імперія — 25 червня 1941, Березовичі, Волинська область, УРСР) — радянський воєначальник, генерал-майор (1940). Загинув під час Другої світової війни.

## Біографія
Народився в селянській родині. Учасник Першої світової війни, молодший унтерофіцер, у 1916 році потрапив у німецький полон де й перебував до кінця війни. Із 1919 року служив у Червоній армії. В складі каральних військ брав участь у придушенні Тамбовського повстання. У міжвоєнний період служив командиром роти, працював у штабі стрілецького полку, закінчив курси «Постріл».
З 1936 року — начальник штабу 45-ї стрілецької дивізії Київського військового округу. Із липня 1937 року — начальник штабу 24-ї стрілецької дивізії. Із січня 1938 по серпень 1939 року — військовий радник китайських військ Чан Кайші в боях з японцями. За успішні бойові дії був нагороджений орденом Червоної Зірки. Після повернення з Китаю недовго командував 14-ю стрілецькою дивізією в Мурманську.

### Друга світова війна
Під час радянсько-фінської війни полковник Алябушев командував 123-ю стрілецькою дивізією. На чолі дивізії воював на Карельському перешийку. 13 лютого 1940 року дивізія успішно прорвала «лінію Маннергейма». За цей успіх Алябушев був нагороджений орденом Леніна і отримав військове звання комбрига. Після війни закінчив курси при Академії Генерального штабу і в березні 1941 року очолив 87-му стрілецьку дивізію Київського військової округу.
Учасник німецько-радянської війни з першого ж дня. 22 червня 1941 року 87-ма дивізія вступила у бій з німцями біля Володимира-Волинського. Дивізія потрапила в оточення і була розбита. Генерал-майор Алябушев загинув у бою під час спроби прориву. Був похований у селі Березовичі місцевими жителями. Після війни перепохований на батьківщині в Шої.

## Військові звання
- Майор (1935)
- Полковник (1938)
- Комбриг (21 березня 1940)
- Генерал-майор (4 червня 1940)

## Нагороди
- Орден Леніна (1940)
- Орден Червоної Зірки (1939)[2]
- Орден Вітчизняної війни 1-го ступеня (1965; посмертно)
- Медаль «XX років РСЧА» (1938)